# Роквилл (город, Миннесота)
Роквилл (англ. Rockville) — город в округе Стернс, штат Миннесота, США. На площади 1,7 км² (1,7 км² — суша, водоёмов нет), согласно переписи 2002 года, проживают 749 человек. Плотность населения составляет 440,4 чел./км².
- Телефонный код города — 320
- Почтовый индекс — 56369
- FIPS-код города — 27-55078[1]
- GNIS-идентификатор — 0650208[2]